# Marlim-azul
O marlim-azul ou espadarte-azul (nome científico: Makaira nigricans) é um peixe teleósteo, oceânico, da família Istiophoridae das águas tropicais e subtropicais do Atlântico e do Pacífico. Chega a medir até 4 metros de comprimento, possuindo dorso preto-azulado, ventre branco-prateado, primeira nadadeira dorsal preta ou azul-escura e as restantes marrom-escuras a azul-escuras. O mais pesado já pescado e publicado tinha o peso de 636 kg. É uma espécie muito procurada em pesca desportiva. O marlim-azul põe milhões de ovos de uma só vez, e cada um dos ovos mede cerca de 1 milímetro de diâmetro. Também é conhecido pelos nomes de agulhão, agulhão-azul e agulhão-negro.